# Ulrike Steinke
Ulrike Steinke (* 1975 in Neu Kaliß) ist eine deutsche Illustratorin und Comic-Künstlerin.

## Leben
Steinke wuchs in Mecklenburg auf. Das Abitur legte sie 1994 in Dömitz ab und studierte anschließend in Leipzig an der Hochschule für Grafik und Buchkunst. Mit dem Diplom schloss sie 2002 in der Illustrationsklasse von Volker Pfüller den Studiengang ab. Im Anschluss besuchte sie bis 2004 die Meisterklasse von Pfüller und beendete ihr Studium mit mehreren kleinformatigen Siebdruckbüchern. Von 2009 bis 2015 war sie künstlerische Mitarbeiterin der Burg Giebichenstein Kunsthochschule Halle und unterrichtete Kommunikationsdesign im Bereich Druckgrafik. Bereits zuvor war Steinke an der Abendakademie der Hochschule für Grafik und Buchkunst in Leipzig als Lehrbeauftragte tätig. Sie unterrichtete außerdem an den Goethe-Instituten von Warschau, Moskau, Jekaterinburg und Tiflis.
Sie arbeitet für Verlage, Museen und Konzerthäuser. Außerdem zeichnet sie für Zeitungen und Magazine. Sie lebt in München.

## Arbeitstechniken
Für die Arbeiten von Steinke sind Zeichnungen der Ausgangspunkt. Sie nutzt Stift, Pinsel, Feder, Tusche, Skalpell, Schere und Acrylfarben. Sie arbeitet digital wie analog. Die Arbeitstechnik von Steinke charakterisierte Petra Lange-Berndt im Kalendertext zu der Werkreihe Irgendwas geht immer in dem Monatskalender 2021 vom Christians Verlag. „Vom Scherenschnitt her kommend lässt sie diverse Figuren sowie Farben und Formen die Bühnen ihrer Kunstwerke betreten; hier und da erinnern mit schwarzen Acrylstiften angebrachte Linien an Kürzel und Tags der Graffitis.“ Dabei gehe es ihr laut Lange-Berndt „[…] um offene Bildfindungen mit einem selbst erstellten ästhetischen Baukasten, wie in Zeichentrickfilmen sind humorvolle wie absurde Situationen und unheimliche Metamorphosen zu beobachten.“

## Künstlerisches Wirken
Als Comiczeichnerin hat Steinke unter anderem Andreas Platthaus von der Frankfurter Allgemeinen Zeitung beeindruckt. In seiner Besprechung der Comic-Anthologie Spring Nr. 21 wird ihr Beitrag in einer großformatigen Abbildung präsentiert und ihre Kurzgeschichte Der Palast erklärt. Unter dem Titel The palace nehme sie im Kafka-Jahr 2024 die Handlung von Das Schloss als Ausgangspunkt, schreibt Platthaus, und erzähle, wie „[...] eine Berufsbewerberin am Tor einer Institution jahrelang vertröstet wird. Auf der Schlussseite sieht man plötzlich zahllose ähnlich unzugängliche Paläste in einer Landschaft – als Allegorie ist diese Erzählung kaum weniger vielseitig einsetzbar als ihr Vorbild.“
In dem Buch Wo sind die Vögel nachts? offenbaren Steinkes kontrastreichen Grafiken die Möglichkeiten der traditionsreichen Scherenschnitttechnik, die Grundlage ihres Werkes sind. Elke Brüser schreibt in einer Rezension auf dem Blog Flügelschlag und Leisetreter: „Ihre farbigen Papierschnitte erleuchten die Nacht. Die Künstlerin verzaubert die Dunkelheit. Sie schlägt zugleich eine Brücke zu den Fensterbildern vergangener Zeiten, als aus Schwarzkarton und buntem Transparentpapier mit Schere und Klebstoff statt mit Klicken und Ziehen viel Wundersames entstand.“
Ihre flächigen, scherenschnittartigen Motive hat Steinke nicht allein auf Papier und eher kleinformatig verwirklicht, sondern gemeinsam mit Thomas Bechinger auch auf der Lärmschutzwand einer neuerbauten Schule in Moosach realisiert. Der Bilderfries Schattenspiele mit einer Länge von 130 m und einer Höhe von 10 m ist mit floralen Elementen geschmückt, die die Silhouetten von Bäumen und Pflanzen zeigen. Roberta De Rhighi formuliert den Eindruck des Bilderfries so: „Mit organisch-abstrakter Formensprache und subtil plastischer Auflockerung reagiert ‚Schattenspiele‘ auf den Straßenraum und trägt die Vegetation vom Inneren des Campus nach außen.“

## Werke (Auswahl)

### Publikationen
- mit Marie T. Martin: Die kleinen monochromen Freunde. Onkel & Onkel, Berlin 2010, ISBN 978-3-940029-40-9. (fortlaufende Heftreihe)
- Der Zauberlehrling. Ballade von Johann Wolfgang von Goethe. Büchergilde Gutenberg, Frankfurt am Main 2012, ISBN 978-3-86406-016-8.
- Der gestiefelte Kater. Märchen der Gebrüder Grimm. Mückenschweinverlag, Stralsund 2015, ISBN  978-3-936311-51-8.
- mit Marie T. Marin: Woher nehmen Sie die Frechheit, meine Handtasche zu öffnen? Poetenladen Verlag, Leipzig 2015, ISBN 978-3-940691-64-4.
- Entdeckerbuch. Naturkundemuseum Leipzig, Leipzig 2016.
- Traut Euch, kleine Vögel! Künstlerkollektiv Der Schaum, Rostock 2017.
- Franz & Mary. Bei Stucks zu Hause. Museum Villa Stuck München. Sieveking Verlag, München 2018, ISBN 978-3-944874-81-4.
- Herr Löffel und Frau Gabel. Gedichte von Christian Morgenstern. Bilder von Ulrike Steinke. Edition Alea, Badenweiler 2019.[8]
- 2019–2023: Steinkes Ansichten. Wöchentliche Bildkolumne auf der Meinungsseite der Süddeutschen Zeitung.
- Irgendwas ist immer. Monatskalender. Christians Verlag, Hamburg 2021.
- Judith Hermann: Daheim. Büchergilde Gutenberg, Frankfurt 2021, ISBN 978-3-7632-7305-8.
- Wo sind die Vögel nachts? MaroVerlag, Augsburg 2024, ISBN 978-3-87512-630-3.
- Der Palast. In: Spring Magazin, Nr. 21: Macht. Mairisch Verlag, Hamburg 2024, ISBN 978-3-948722-32-6.

### Kunstwerke
- 2020: mit Thomas Bechinger: Schattenspiele, Bilderfries an der Grundschule Emmy-Noether-Straße in München-Moosach

## Auszeichnungen und Preise
- 2015: Aufenthaltsstipendium, Schleswig-Holstein Haus, Hansestadt Rostock
- 2022: Arbeitsstipendium: Neustart Kultur Kunstfonds
- 2023: Schwabinger Kunstpreis der Stadt München